# Biedrzysław
Biedrzysław – imię męskie, będące neologizmem utworzonym poprzez dodanie do imienia Biedrzych (staropolskiej formy imienia Fryderyk) typowej dla imion słowiańskich końcówki -sław. Imię to zostało zanotowane w 1394 roku.
Biedrzysław imieniny obchodzi 6 marca.